# Heritiera macrophylla
Heritiera macrophylla är en malvaväxtart som beskrevs av Nathaniel Wallich och Voigt. Heritiera macrophylla ingår i släktet Heritiera och familjen malvaväxter. Inga underarter finns listade i Catalogue of Life.